# Jon Pérez Alonso
|  | Per a altres significats, vegeu «Bolo (desambiguació)». |

Jon Pérez Alonso   (Bilbao, 5 de març de 1974), conegut com a Bolo, és un exfutbolista professional i entrenador de futbol basc. Després de passar pel Danok Bat i les categories inferiors de l'Athletic Club, va debutar el 1994 amb el primer equip.
Després de quatre anys al club de San Mamés, amb cessions a l'Osasuna i Hèrcules d'Alacant incloses), va passar a jugar al Rayo Vallecano en el període més reeixit de la seua carrera, tot jugant la Copa de la UEFA. Posteriorment, ha militat al Gimnàstic de Tarragona i CD Numancia.
L'agost del 2008, amb el retorn dels castellans a Primera, Bolo va deixar el club i va retornar a Euskadi, a les files del Barakaldo CF, de la Segona Divisió B.